# Jorge Zaldívar
Jorge Roberto Zaldívar Granado (La Lima, Departamento de Cortés, Honduras, 16 de septiembre de 1984) es un futbolista hondureño. Juega como defensa y su equipo actual es el Honduras Progreso de la Liga Nacional de Honduras.

## Clubes
| Club              | País      | Año             |
| ----------------- | --------- | --------------- |
| Real España       | Honduras  | 2004 - 2007     |
| Victoria          | Honduras  | 2007            |
| Real España       | Honduras  | 2008 - 2009     |
| Hispano           | Honduras  | 2009 - 2011     |
| Deportes Savio    | Honduras  | 2011 - 2012     |
| Platense          | Honduras  | 2013            |
| Honduras Progreso | Honduras  | 2014 - 2016     |
| Antigua GFC       | Guatemala | 2016 - 2017     |
| Juticalpa         | Honduras  | 2018            |
| Sanarate          | Guatemala | 2019            |
| Honduras Progreso | Honduras  | 2020 - Presente |

## Palmarés

### Campeonatos nacionales
| Título              | Club              | País      | Año  |
| ------------------- | ----------------- | --------- | ---- |
| Clausura de Ascenso | Honduras Progreso | Honduras  | 2014 |
| Torneo Apertura     | Honduras Progreso | Honduras  | 2015 |
| Torneo Apertura     | Antigua GFC       | Guatemala | 2016 |

### Copas nacionales
| Título                | Club              | País     | Año  |
| --------------------- | ----------------- | -------- | ---- |
| Supercopa de Honduras | Honduras Progreso | Honduras | 2014 |